# José Anastácio da Cunha
Pour les articles homonymes, voir Cunha.
José Anastácio da Cunha (11 mai 1744 à Lisbonne - 1er janvier 1787 à Lisbonne) est un militaire et un mathématicien portugais. Reconnu comme un précurseur dans la recherche en mathématiques, il est essentiellement connu pour ses travaux dans les domaines de la théorie des équations, l'analyse algébrique, la trigonométrie plane et sphérique, la géométrie analytique et le calcul différentiel.

## Biographie
Dans le prolongement d'Isaac Newton, il anticipe, entre autres, la formulation de concepts mathématiques comme celui de la dérivée, ouvrant la voie à d'autres mathématiciens de renom, tels que Cauchy. Ayant connaissance de ses travaux et de son mérite, en 1773, au moment où il institue la réforme de l'université de Coimbra, le marquis de Pombal le nomme professeur de la faculté de mathématiques.
Condamné par l'Inquisition à la peine de réclusion pour hérésie, il est disgracié publiquement et tombe dans l'oubli. L'importance d'Anastácio da Cunha et de ses travaux, élaborés au XVIIIe siècle, n'est reconnue publiquement qu'à la fin du XXe siècle, notamment pour sa contribution à la réforme du calcul infinitésimal.

## Œuvres
La seule œuvre qu'Anastácio da Cunha ait fait imprimer de son vivant est Princípios Matemáticos para instrução dos alunos do Colégio de São Lucas, da Real Casa Pia do Castelo de São Jorge, publié en 1790. Dans ce livre d'à peine 300 pages, l'auteur pose et développe les premières notions d’arithmétique et de géométrie de la théorie des équations, il s'attaque à l'analyse algébrique, à la trigonométrie plane et sphérique, à la géométrie analytique et au calcul différentiel et intégral. Là, il propose une nouvelle théorie de la fonction exponentielle, qui anticipe certaines idées modernes sur les fonctions analytiques : la fonction est définie comme la somme d'une série entière convergente. Après avoir lu une traduction française de l’œuvre à Bordeaux, le mathématicien Carl Friedrich Gauss (1777-1855) émet une opinion très favorable et enthousiaste par rapport aux définitions de l'exponentielle et du logarithme données par Anastácio da Cunha.
En 2005, un ensemble de manuscrits inédits d'Anastácio da Cunha est découvert dans l'Arquivo Distrital de Braga, les archives de Braga.